# Трихотиломанія
Трихотиломанія — виривання волосяного покриву на голові або інших частинах власного тіла. Зустрічається на тлі стресу або в осіб з неврівноваженою психікою. Серед дорослого населення у два рази частіше зустрічається у жінок. Може поєднуватися з трихофагією.
При трихотиломанії спостерігаються ділянки порідіння волосся або облисіння на волосистій частині голови, лобку, а також брів, вій, розташовані, як правило, симетрично. Ділянки облисіння можуть бути як поодинокими, так і множинними, шкіра на цих ділянках нормальна, гирла волосяних фолікулів чітко помітні. Як правило, хворі на трихотиломанію не фіксують увагу на своїх діях, а іноді навіть заперечують їх. Варіантом трихотиломанії є трихотемноманія — вибіркове висмикування сивого волосся при наявності сверблячки голови, що, як запевняють хворі, полегшує свербіж.
Вперше трихотиломанію було описано французьким дерматологом Ф. А. Аллопо в 1889 році. Дане захворювання спостерігається при неврозах, шизофренії, а також при органічних захворюваннях головного мозку. У розвитку трихотиломанії у дітей мають значення психічні травми.
Спеціальних методів лікування трихотиломанії не існує. Застосовують психотерапію і ліки, що використовуються при лікуванні депресій та неврозів. Такими медикаментами є різні групи антидепресантів, такі як ТЦА та СІЗЗС.
Останнім часом виявлено, що деякі люди з трихотиломанією мають пошкодження гена, з назвою SLITKR1. Якщо генна природа хвороби буде підтверджена, це дозволить розробити більш ефективні методи її лікування.